# 新潟県立高田南城高等学校
新潟県立高田南城高等学校（にいがたけんりつ たかだみなみしろこうとうがっこう、英: Niigata Prefectural Takada Minamishiro High School）は、新潟県上越市南城町にある県立高等学校。

## 設置学科
- 普通科（定時制昼間制午前部、通信制）

## 沿革
- 1968年（昭和43年）
  - 1月1日 - 新潟県高田南城高等学校設立を認可し[1]、新潟県立高田商業高等学校内に併置（普通科・商業科を設置）。
  - 4月1日 - 定時制課程独立校として開校[2]。
  - 5月4日 - 開校式記念式典挙行。
- 1970年（昭和45年）6月1日 - 校旗・校歌制定式典挙行。
- 1972年（昭和47年）11月28日 - 通信制課程の設置認可。
- 1973年（昭和48年）
  - 4月1日 - 通信制課程を開設。
  - 7月4日 - 文部省より「定時制・通信制教育のモデル校」の指定を受ける。
- 1974年（昭和49年）3月31日 - 管理教師棟竣工。
- 1975年（昭和50年）3月31日 - 普通教室棟竣工。
- 1976年（昭和51年）
  - 3月31日 - 特別教室棟竣工。
  - 11月7日 - 校舎落成記念式典挙行。
- 1978年（昭和53年）4月1日 - 商業科募集停止。
- 1981年（昭和56年）3月31日 - 商業科閉科。
- 1989年（平成元年）10月25日 - 体育館改修。
- 1991年（平成3年）4月1日 - 通信制の科目生コース廃止。
- 1994年（平成6年）4月1日 - 定時制の学年制の募集を停止し、定時制は単位制に改組（午前・夜間各1学級募集）。通信制は3修制度を導入。
- 1995年（平成7年）4月1日 - 定通併修制度を実施。
- 2000年（平成12年）
  - 3月24日 - 新体育館完成。
  - 10月13日 - グラウンド・テニスコート改修完了。
- 2002年（平成14年）9月27日 - 管理教室棟改修工事完了。
- 2003年（平成15年）10月30日 - 普通教室棟改修工事完了。
- 2005年（平成17年）4月 - 文部科学省「定時制・通信制ステップアップ事業」実施。（2005年 - 2006年度、2007年 - 2009年度）
- 2014年（平成26年）4月1日 - 定時制夜間部募集停止。
- 2017年（平成29年）3月31日 - 定時制夜間部閉部。
- 2021年（令和3年）4月1日 - 通信制課程に通学コースを新設予定[3]。

## 部活動

### 定時制
- 運動部 - 野球、陸上競技、卓球、バドミントン、バスケットボール、ソフトテニス、バレーボール
- 文化部 - 音楽、写真、茶道・華道、商業、天文、英語、軽音楽

### 通信制
- 運動部 - 陸上競技、卓球、バドミントン、テニス、バスケットボール、ハイキング
- 文化部 - 書道、文芸、社会科クラブ

## 校歌
作詞：小山直嗣、作曲：小杉誠治

## 学校行事
- 4月 - 入学式
- 6月 - 体育祭
- 7月 - 3年修学旅行
- 9月 - 球技大会
- 10月 - 文化祭（わかば祭）
- 2月 - 学校スキー
- 3月 - 卒業式

## アクセス
- ETR（妙高はねうまライン）
  - 高田駅より南東へ約1.9 km[5]（徒歩約23分[5]）
  - 南高田駅より北東へ約1.6 km[6]（徒歩約20分[6]）
- 頸城バス「南城町3丁目」停留所[7] 徒歩約3分

※バイク通学は届出制